# Baranga
Baranga é uma banda brasileira de hard rock/heavy metal formada em 2000 por Xande, Deca, Ricardo e Paulão - este último ex-membro de bandas como Centúrias, Harppia e Firebox. Seu som é influenciado por bandas como AC/DC e Motörhead - já abriram um show desta última em 2009. O nome da banda (uma gíria usada para designar mulheres feias em português brasileiro) não tem nenhum significado especial, foi apenas uma escolha de última hora, uma vez que o grupo já estava com shows marcados mas ainda não tinha um nome.

## Integrantes
- Xande - vocal e guitarra (desde 2000)
- Deca - guitarra (desde 2000)
- Ricardo "Soneca" - baixo (desde 2000)
- Fernando "Alemão" Minchillo - bateria (desde 2015)

Ex-integrante
- Paulão Thomaz (ex-Centúrias) - bateria (2000-2014)

## Discografia

### Álbuns de estúdio
- Baranga (2003)[4]
- Whiskey do Diabo (2005)[4]
- Meu Mal[5] (2007)
- O Céu é o Hell (2010)
- O Quinto dos Infernos (2013)[6]
- Motör Vermelho (2018)